# Хей, Арнолд: Филм за джунглата
„Хей, Арнолд: Филм за джунглата“ (на английски: Hey Arnold!: The Jungle Movie) е американски анимационен телевизионен филм от 2017 г., базиран на сериала „Хей, Арнолд“ по Nickelodeon, който е създаден от Крис Бартлет и е оригинално излъчван от 1996 г. до 2004 г. След филма „Хей, Арнолд: Филмът“, „Филм за джунглата“ се разширява на епизода в две части The Journal, който е оригинално излъчен на 11 ноември 2002 г. по време на петия сезон на сериала. Филмът е оригинално излъчен на 24 ноември 2017 г. по Nickelodeon и печели награда „Еми“.

## Актьорски състав
- Мейсън Вейл Котън – Арнолд Шортман
- Бенджамин Флорс младши – Джералд Йохансен
- Франческа Мари Смит – Хелга Патаки
- Дан Кастеланета – дядо Фил Шортман
- Трес Макнийл – баба Гърти Шортман
- Анди Макафий – Фийби Хейердал/Репортер
- Джъстин Шенкароу – Харолд Бърман
- Оливия Хек – Ронда Уелингтън Лойд
- Гейвин Луис – Юджийн Хоровиц
- Ейдън Леуандовски – Сид
- Джет Юргенсмейър – Стинки Питърсън
- Лая Хейс – Надин
- Никълъс Канту – Кърли
- Дан Бътлър – г-н Робърт Симънс
- Морис Ламарш – Големият Боб Патаки
- Кат Суси – Мириам Патаки
- Ника Футърман – Олга Патаки
- Крейг Бартлет – Майлс Шортман
- Антоанет Стела – Стела Шортман
- Карлос Алзараки – Едуардо
- Дом Ирера – Ърни Потс
- Уоли Уингърт – Оскар Кокошка
- Рик Корсо – Дино Спумони
- Даниел Джудовиц – Биг Пати Смит
- Джеймс Белуши – Треньор Джак Уитънбърг

## В България
В България филмът е излъчен по локалната версия на „Никелодеон“ на 14 юли 2018 г. в събота от 12:40 ч. Дублажът е нахсинхронен в студио „Александра Аудио“. Повторенията са излъчвани многократно по „Никтуунс“ в средата.
По-късно е достъпен в стрийминг платформата SkyShowtime.
| Роля                          | Изпълнител           |
| ----------------------------- | -------------------- |
| Баба Гърти Шортман            | Цветослава Симеонова |
| Сид                           | Цветослава Симеонова |
| Кърли                         | Цветослава Симеонова |
| Арнолд                        | Мариета Петрова      |
| Патриция „Голямата Пати“ Смит | Мариета Петрова      |
| Фийби                         | Мариета Петрова      |
| Стела                         | Мариета Петрова      |
| Дядо Фил Шортман              | Георги Стоянов       |
| Маймун Мен                    | Георги Стоянов       |
| Ла Сомба                      | Георги Стоянов       |
| Господин Хюн                  | Константин Лунгов    |
| Големият Боб Патаки           | Константин Лунгов    |
| Едуардо                       | Константин Лунгов    |
| Хелга Патаки                  | Надежда Панайотова   |
| Джералд Йохансен              | Константин Сливнишки |
| Ърни Майлс                    | Здравко Димитров     |
| г-н Робърт Симънс             | Здравко Димитров     |
| Оскар Кокошка                 | Здравко Димитров     |
| Юджийн Хоровиц                | Ана-Мария Лалова     |

| Обработка              | „Александра Аудио“ (2018) |
| ---------------------- | ------------------------- |
| Изпълнителен продуцент | Васил Новаков             |